# Thieffrain
Thieffrain é uma comuna francesa na região administrativa de Grande Leste, no departamento de Aube. Estende-se por uma área de 7,36 km². Em 2010 a comuna tinha 157 habitantes (densidade: 21,3 hab./km²).